# Lasioglossum patongense
Lasioglossum patongense là một loài Hymenoptera trong họ Halictidae. Loài này được Rayment mô tả khoa học năm 1948.